# Даугайский район
Даугайский район (лит. Daugų rajonas) — административно-территориальная единица в составе Литовской ССР, существовавшая в 1950—1959 годах. Центр — город Даугай.
Даугайский район был образован в составе Вильнюсской области Литовской ССР 20 июня 1950 года. В его состав вошли 14 сельсоветов Алитусского уезда, 8 сельсоветов Тракайского уезда и 1 сельсовет Варенского уезда.
28 мая 1953 года в связи с ликвидацией Вильнюсской области Даугайский район перешёл в прямое подчинение Литовской ССР.
В 1956 году центр района Даугай получил статус города.
7 декабря 1959 года Даугайский район был упразднён, а его территория разделена между Алитусским, Варенским, Езнасским и Тракайским районами.